# Benjamin Péret
Benjamin Péret (Rezé, França 4 de juliol del 1899 - París, 18 de setembre del 1959), va ser un dels poetes surrealistes francesos més importants i influents.
La seva poesia i els seus relats escapen a tots els paràmetres abans coneguts en la literatura. La seva influència es pot apreciar, en l'àmbit llatinoamericà, en poetes consagrats com Octavio Paz, César Moro, Enrique Molina i Enrique Gómez Correa.
Luis Buñuel, que va conèixer Benjamin Péret en el cenacle surrealista de París i coincidiren després a Mèxic, en digué que «era el poeta surrealista per excel·lència: llibertat total, inspiració límpida, com una deu, sense cap esforç i recreant immediatament un altre món», afegint que «Péret era un surrealista en estat natural, pur de tot compromís i, quasi sempre, molt pobre».

## Obres destacades
- 1921: Le Passager du transatlantique
- 1925: Cent cinquante-deux proverbes mis au goût du jour, en collaboration avec Paul Éluard
- 1927: Dormir, dormir dans les pierres
- 1928: Le Grand Jeu
- 1934: De derrière les fagots
- 1936: Je sublime
- 1936: Je ne mange pas de ce pain-là
- 1945: Le Déshonneur des poètes
- 1945: Dernier Malheur dernière chance
- 1946: Un point c’est tout
- 1952: Air mexicain
- 1955: Le Livre de Chilam Balam de Chumayel
- 1956: Anthologie de l'amour sublime
- 1957: Gigot, sa vie, son œuvre
- 1960: Anthologie des mythes, légendes et contes populaires d'Amérique